# Брютов, Егор Сергеевич
Егор Сергеевич Брютов (род. 11 июля 2001, Тюмень) — российский хоккеист, защитник.

## Биография
Уроженец Тюмени, на детско-юношеском уровне занимался в школах ярославского «Локомотива» (2010—2011), «Нефтяник-Югра» (Сургут, 2011—2012), «Югра» Ханты-Мансийск (2012—2014). С 2014 года — в «Тюменском легионе». Сезон 2017/18 отыграл за команду в МХЛ. В следующем сезоне выступал в ВХЛ за тюменский «Рубин». Перед сезоном 2019/20 перешёл в систему ЦСКА. 20 февраля 2021 года в домашнем матче против «Динамо» Рига (1:4) дебютировал в КХЛ.